# Björn Nilsson (artist)
Björn Alf Nilsson, även kallad White Bear och ibland Vita Björn, född 29 maj 1942 i Falun, död 24 december 1990 i Borlänge, var en svensk sångare. Han var populär under 1950- och 1960-talen. Han gav ut en singel och två EP-skivor, varav en sålde i 25000 exemplar. 
Nilsson hävdade sig väl i konkurrensen bland samtida artister i samma genre, till exempel Rock-Ragge och Rock-Boris. Under namnet White Bear and his Five Teddys turnerade man huvudsakligen i Värmland och Dalarna. Fram till 1961 var gruppmedlemmarna Mats Isberg, Nippe Sylwén, Jan Nilsson (Nilssons bror) och Jan-Olov Sivertsson. I ett annat skede (cirka 1962) hade uppsättningen ändrats, gruppmedlemmar då var Lars-Erik Johansson, Jan Nilsson och Lars-Erik Fix. Efter hand slutade somliga av gruppmedlemmarna, medan andra valde att satsa på andra musikstilar. Nilsson fortsatte en tid som både Twist-Björn och Pop-Björn, men fick mest spela dansbandstil.
År 1977 hade han studerat bland annat elektronik och teleteknik och gick ut den fyraåriga tekniska linjen på Soltorgsskolan i Borlänge. Med betyg därifrån arbetade han senare på Vägverket i samma stad.
Björn Nilsson dog år 1990 vid 48 års ålder. Han är begravd på Stora Tuna Östra kyrkogård.

## Diskografi i urval
- 1958 – White Bear - Björn Nilsson And The Rocksters. Skivbolag: Karusell. Format: EP. KSEP 3134.
Låtar: A1: When, A2: Stupid Cupid, B1: Poor Little Fool, B2: C'mon Baby
- 1959 – White Bear And The Rocksters - "Move It!". Skivbolag: Karusell. Format: EP. KSEP 3175.
Låtar: A1: Pretty Little Things Called Girls, A2: Move It!, B1: Flip Out, B2: Annabelle